# 난 아직 모르잖아요
《난 아직 모르잖아요》는 1985년 발표된 이문세의 노래이다.
1. ↑  김원겸 (2006년 9월 29일). “이영훈, 이문세와 명품 발라드 만든 주인공”. 스타뉴스. 2025년 7월 12일에 확인함.